# Frank Dobson (homme politique britannique)
Frank Gordon Dobson (15 mars 1940-11 novembre 2019) est un homme politique du parti travailliste britannique. Il est député de Holborn et St. Pancras de 1979 à 2015, et siège au Cabinet en tant que secrétaire d'État à la Santé de 1997 à 1999, et est candidat officiel du Parti travailliste à la mairie de Londres en 2000, bien qu'il termine troisième aux élections derrière le conservateur Steven Norris et le vainqueur, le travailliste devenu indépendant Ken Livingstone. Dobson quitte la politique aux élections générales de 2015.

## Jeunesse et carrière
Dobson est né en 1940 à Dunnington, York, le fils d'Irene Shortland et de John William Dobson,. Son père, un cheminot, est mort quand Dobson a seize ans. Il fréquente l'école primaire de l'Église du comté de Dunnington en Angleterre et l'école secondaire de l'archevêque Holgate (aujourd'hui l'école de l'archevêque Holgate), où il obtient après la mort de son père une bourse du conseil du comté. Il étudie ensuite l'économie à la London School of Economics, obtenant un BSc en 1962. Il travaille au siège du Central Electricity Generating Board de 1962 à 1970 et pour le Electricity Council de 1970 à 1975.
Après s'être présenté pour un siège au Camden London Borough Council en 1964, il est élu en 1971 et choisi pratiquement sans opposition comme chef du groupe travailliste, et donc comme chef du conseil après la démission de Millie Miller en 1973. Ayant une jeune famille, Dobson démissionne de son poste de chef du conseil en 1975 en faveur d'un emploi non partisan en tant que secrétaire adjoint du bureau de l' ombudsman du gouvernement local, qu'il occupe jusqu'en 1979.

## Député
Aux élections générales de 1979, Dobson est élu député de Holborn et St Pancras South (plus tard Holborn et St. Pancras). Il vote pour Tony Benn comme chef adjoint du Parti travailliste en 1981, mais par la suite se range derrière ce qu'il a appelé la « gauche saine d'esprit ».
Le style naturellement pugnace de Dobson lui vaut une promotion rapide aux avant-postes, où il occupe plusieurs postes importants à partir de 1982. Son goût pour les blagues salaces et sa convivialité lui valent de nombreux amis. En tant que porte-parole sur l'environnement et Londres à partir de 1994, il dirige la réponse nationale travailliste à une série de scandales concernant le conseil de la ville de Westminster et son ancienne dirigeante Shirley Porter.

### Au gouvernement
Après la victoire du Labour aux élections générales de 1997, Dobson est nommé secrétaire d'État à la Santé. C'est un poste très médiatique, mais Dobson a du mal à avoir un impact. Il est confronté à l'ingérence de fonctionnaires, et a les mains liées par la décision de respecter les limites de dépenses fixées par l'ancien gouvernement conservateur. Dobson écrit une note à Blair disant : "Si vous voulez un service de première classe, vous devez payer un tarif de première classe - et nous ne le faisons pas." Lorsque l'argent est finalement fléché vers le NHS, Blair indique cela est dû à l'action de Dobson. Il joue également un rôle déterminant, en travaillant avec Tessa Jowell, dans la création de Sure Start, qui visait à améliorer la garde des enfants, l'éducation précoce et les soins de santé pour les familles avec enfants.

### Candidat à la mairie de Londres
Dobson est poussé par la direction du Parti travailliste à annoncer sa démission de son poste de secrétaire d'État à la Santé afin de se présenter comme maire de Londres. Il bat Ken Livingstone dans la sélection interne du Parti travailliste, aidé par son système de collège électoral et l'absence de toute obligation pour les syndicats affiliés de faire voter leurs membres. En mai 2000, Livingstone remporte l'élection comme maire en tant que candidat indépendant. Dobson termine à la troisième place derrière le candidat conservateur Steven Norris, et juste devant le candidat libéral démocrate Susan Kramer. Dobson est ensuite réélu député aux élections générales de 2001 et 2005, mais avec des majorités réduites.

## Vie personnelle et mort
Dobson épouse Janet Mary Alker; ils ont trois enfants.
Avec sa «silhouette corpulente, son expression joviale et sa barbe blanche éclatante», Dobson est parfois comparé en plaisantant au Père Noël. Il soutient West Ham United.
Le décès de Frank Dobson le 11 novembre 2019, âgé de 79 ans, est annoncé par sa famille le lendemain,.